# 国民経済雑誌
『国民経済雑誌』（こくみんけいざいざっし）は、1906年（明治39年）に創刊された経済学専門雑誌である。

## 概要
日本最初の経済・経営・商学の学術雑誌。現在は神戸大学経済経営学会によって刊行が続けられており、同大学大学院経済学研究科・大学院経営学研究科の機関誌となっている。

## 歴史
日露戦争期までの日本では、社会科学系の学術雑誌としては東京帝国大学の『国家学会雑誌』（1887年創刊）、京都帝国大学の『法律学・経済学・内外論叢』（1902年創刊・現在の『法学論叢』・『経済論叢』の前身）などが刊行されていたが、経済学プロパーの学術雑誌は刊行されていなかった。そこで東京高等商業学校の藤本幸太郎と神戸高等商業学校の坂西由蔵の2人が編集主幹となり、1906年6月、東京の出版社である宝文館から月刊の『国民経済雑誌』を創刊した（創刊時の誌名は『經濟學商業學國民經濟雜誌』）。
この時期、国立総合大学たる帝国大学において経済学は法科大学（今日の法学部）で講義されており、いまだ独立した学部をもつにいたっておらず、専門的な研究機関は旧制専門学校である高等商業学校しか存在していなかった。この雑誌が東大あるいは京大でなく上記の官立2高商（この時点では2校しか存在していない）を中心として刊行された背景には、以上のような事情がある。
この雑誌は創刊後19年間は特定の教育・研究機関に属さず、全国的なメディアとして機能し、東京・神戸両高商の教授が中心的な寄稿者となったほか、次第に東大・慶大・京大の教授からも寄稿が集まるようになった。また1905年の山口高商を皮切りに、各地に高商が設立されるようになると、各校の教員・学生・卒業者が購読者となり刊行を支えた。また日露戦後の社会問題の顕在化、いわゆる「社会の発見」という状況のもとで、社会政策学会（1897年発足）が本格的活動を開始すると、この学会の主要メンバーも編集賛助者として協力するようになった。
大正中期になると東京・京都2帝大での経済学部新設（1919年）に前後して、それぞれ『経済学論集』（1922年）・『経済論叢』（1915年）が創刊された。また東京高商が東京商科大学に昇格したことにともない同大学で『商学研究』が創刊（1921年）、『三田学会雑誌』が慶大経済学部の機関誌となるなど、各大学・学校で独自の経済学雑誌が刊行されるようになった。この結果、全国雑誌としての『国民経済雑誌』の意義は次第に失われるようになり、そのため1925年7月の39巻1号から『国民経済雑誌』は神戸高商商業研究所を責任編集とする雑誌となった。
その後編集主体は神戸高商の大学昇格にともない神戸商業大学、神戸経済大学（ともに旧制大学）と変更され、現在の神戸大学に至っている（以降沿革参照）。

## 沿革
- 1906年6月：『經濟學商業學國民經濟雜誌』として宝文館（発行地：東京）より創刊。

38巻6号（1925年6月号）まで。
- 1925年7月：神戸高等商業学校商業研究所編の『國民經濟雑誌』に改称。

39巻1号から46巻3号（1929年3月号）まで。
- 1929年4月：神戸商業大学商業研究所編に変更。

46巻4号から76巻2号（1944年2月号）まで。編集主体の改称による。
- 1940年2月：68巻2号より出版者を大阪宝文館（発行地：神戸）に変更。
- 1944年3月：神戸商業大学大東亜研究所編に変更。

76巻3号から77巻3号（同年9月休刊号）まで。編集主体の改称による。
- 1946年9月：神戸経済大学経済研究所編として復刊。

78巻1号から80巻5・6号（1949年9月号）まで。
- 1948年5月：79巻1・2号より出版者を創元社（発行地：大阪）に変更。
- 1950年1月：神戸経済大学國民經濟雜誌編集委員会編に変更。

81巻1号から83巻6号（1951年6月号）まで。
- 1951年7月：神戸大学経済経営学会編集・出版（発行地：神戸）に変更。

84巻1号以降現在に至る。

## 現状
現状における問題点としては、充実した内容とは裏腹に、実際の学部生が本雑誌を熟読していないという点があげられる。雑誌自体も指定の住所に送付される形になっており、送付されたらそのままである。学校側としてもこの雑誌を有効に利用して授業等の学習に生かすというスタンスを取った行動はいまだに見られない。